# Фёдоровская (муниципальное образование «Муравьёвское»)
Фёдоровская — деревня в Вельском районе Архангельской области. Вместе с деревнями Данилковская и Першинская образует поселение Раменье. Входит в состав Муравьёвского сельского поселения (муниципальное образование «Муравьёвское»).

## География
Деревня расположена в южной части Архангельской области, в таёжной зоне, в пределах северной части Русской равнины, в 21,2 километрах на север от города Вельска. Ближайшие населённые пункты: на севере деревня Данилковская, на северо-востоке деревня Першинская.
Часовой пояс
Фёдоровская, как и вся Архангельская область, находится в часовой зоне МСК (московское время). Смещение применяемого времени относительно UTC составляет +3:00.

## Население
| 2002 | 2010 | 2012 | 2014 |
| ---- | ---- | ---- | ---- |
| 4    | ↘0   | →0   | ↗2   |

## История
Указана в «Списке населённых мест по сведениям 1859 года» в составе Вельского уезда (2-го стана) Вологодской губернии под номером «2550» как «Ѳедоровскiй Починокъ (Гора)». Насчитывала 9 дворов, 26 жителей мужского пола и 42 женского.
В материалах оценочно-статистического исследования земель Вельского уезда упомянуто, что в 1900 году в административном отношении деревня входила в состав Пакшинского сельского общества Устьвельской волости. На момент переписи в селении Ѳедоровскiй Починокъ(Гора) находилось 16 хозяйств, в которых проживало 48 жителей мужского пола и 53 женского.

## Инфраструктура
Жилищный фонд деревни составляет 0,012 тыс. м². Объекты социальной сферы и стационарного торгового обслуживания населения на территории населённого пункта отсутствуют. Налажено автобусное транспортное сообщение с административным центром района.